# 羅拔·史密夫·獲加
（1942年12月23日—）是一位前美國政治家，自1977年起作為共和黨人代表賓夕法尼亞州進入美國眾議院，直至1997年退休。他以其激烈的言辭和對議會程序的了解而聞名。

## 外部連結
- Robert S. Walker－美國國會國家人物傳記大辭典
- C-SPAN內的頁面（英文）
- The Political Graveyard （页面存档备份，存于）
- Interview with Former Congressman Robert Walker, Science Committee Chair, Part I （页面存档备份，存于）
- Marketing Your Science? Keep it Real: An Interview with Congressman Robert Walker, Part II （页面存档备份，存于）